# 近針蟻屬
近針蟻屬（学名：Paraponera）又称近猛蚁属，隸屬於蟻科近針蟻亞科，為其下唯一的屬，其下包含兩個物種，現生物種棒结近猛蚁（学名：Paraponera clavata），俗名子彈蟻，分布於新熱帶區；已滅絕物種，體型極小的迪氏近猛蚁（Paraponera dieteri），出土於多明尼加琥珀，年代為早中新世（1600-1900萬年前）。

## 分類
- 近針蟻族 Paraponerini（英语：Paraponerini）
  - 棒结近猛蚁 Paraponera clavata (Fabricius, 1775) 子弹近猛蚁、子弹蚁
  - †节食近猛蚁 Paraponera dieteri Baroni Urbani, 1994 迪氏近猛蚁